# Jewhen Miroschnytschenko
Jewhen Miroschnytschenko (Schreibweise beim Weltschachverband FIDE: Evgenij Miroshnichenko; * 28. Dezember 1978 in Donezk) ist ein ukrainischer Schachspieler. Seit 2002 trägt er den Titel Schachgroßmeister.

## Leben

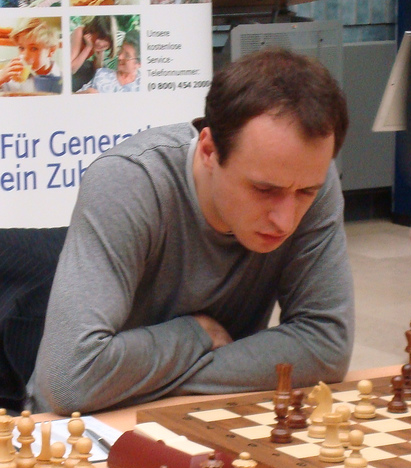
Jewhen Miroschnytschenko, 2008

1999 teilte er sich in Cappelle-la-Grande den Ersten Platz mit Simen Agdestein, der nach Feinwertung gewann. Im August 2003 gewann er das Turnier Star Palmira 2003 in Odessa. Im November 2003 wurde er in Simferopol zum ersten Mal ukrainischer Einzelmeister. Im Dezember 2003 gewann er ein Turnier im ägyptischen Tanta, im November 2004 das 2. Neuburger Open in Freiburg-Neuburg. Im September 2005 und erneut im Oktober 2006 siegte Miroschnytschenko beim Izmir Open in Izmir. Im Februar 2006 gewann er mit 9 Punkten aus 9 Partien das 2. Internationale Meisterturnier in Brügge. Beim Cappelle-la-Grande-Turnier im März 2007 wurde er wiederum punktgleich Zweiter, diesmal hinter Wang Yue. Im Dezember 2008 wiederholte er seinen Erfolg von 2003 und wurde in Poltawa erneut ukrainischer Landesmeister. Das Meisterturnier in Brügge gewann er wieder im Dezember 2008, diesmal mit 7,5 aus 8 und 1,5 Punkten Vorsprung. Im Juli 2009 gewann er den 1. Artemis Cup auf der griechischen Insel Leros.
In der Ukraine spielte er früher für den Verein ShK Alexander Momot. Von 2007 bis 2009 spielte er für Keystone Kiew, den ukrainischen Mannschaftsmeister 2007, 2008 und 2009 (ab 2008 umbenannt in PVK-Kievchess). Mit diesem nahm er auch am European Club Cup teil und erreichte 2008 mit der Mannschaft den dritten Platz und in der Einzelwertung das beste Ergebnis am sechsten Brett. Die belgische Mannschaftsmeisterschaft gewann er 2008 mit Bredene, in der deutschen Schachbundesliga spielte er von 2004 bis 2007 für die Schachfreunde Berlin 1903, in der Saison 2007/08 für den SC Remagen und von 2011 bis 2013 für die SV 1930 Hockenheim. In der österreichischen 1. Bundesliga spielte er von 2007 bis 2011 für ASVÖ Wulkaprodersdorf. Er spielte auch in der russischen, türkischen, spanischen (2007 für UGA Barcelona), rumänischen, arabischen (für Eastern Company Al-Sharkia, mit der er 2005 und 2008 arabischer Mannschaftsmeister wurde), französischen (für Marseille Duchamps), griechischen (für E. S. Thessaloniki, dem Vizemeister 2008), serbischen (für Belgrad Beopublikum, dem Vizemeister 2009) und isländischen (für den Hellir Chessclub) Mannschaftsmeisterschaft.
Mit seiner bisher höchsten Elo-Zahl von 2696 lag er im Juli 2009 auf dem 37. Platz der FIDE-Weltrangliste.